# Citómica

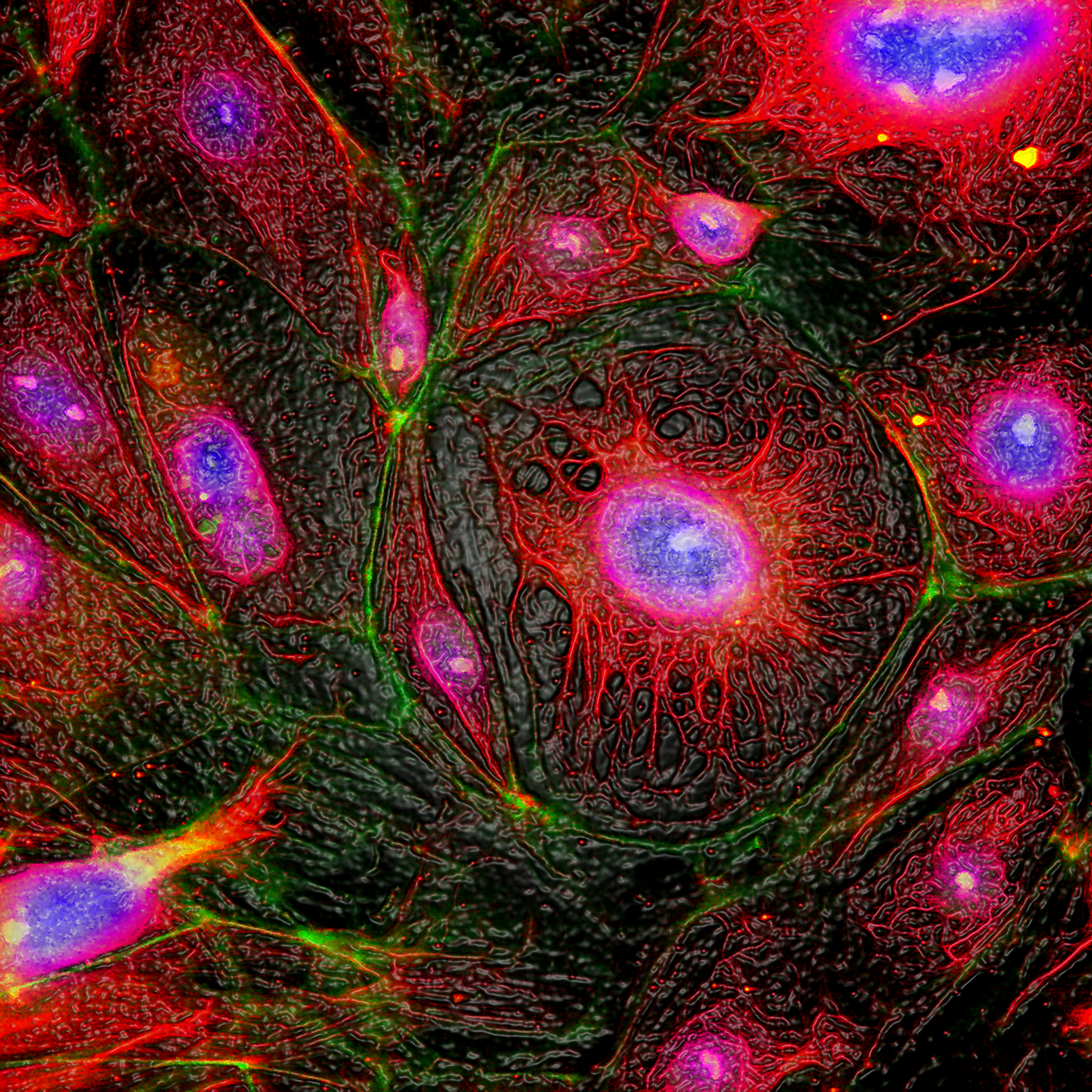
Células mostradas con inmunotinción observadas con un microscopio confocal.

La citómica es el estudio de la biología celular (citología) y la bioquímica en sistemas celulares a nivel de células individuales. Combina todo el conocimiento bioinformático para intentar comprender la arquitectura molecular y la funcionalidad del sistema celular (citoma). Gran parte de esto se logra mediante el uso de técnicas moleculares y microscópicas que permiten visualizar los diversos componentes de una célula a medida que interactúan in vivo. 

## Citoma
Los citomas son los sistemas celulares, subsistemas y componentes funcionales de un organismo. El citoma es la colección de los procesos celulares complejos y dinámicos (estructura y función) subyacentes a los procesos fisiológicos. Describe la heterogeneidad estructural y funcional de la diversidad celular de un ser vivo. 

## Proyecto Citoma Humano
El Proyecto Citoma Humano está dirigido al estudio de la estructura de un sistema biológico y la función de un organismo a nivel de citoma.